# Cauldron Lake
Der Cauldron Lake (von englisch cauldron ‚Kessel‘) ist ein markanter, nierenförmiger, 500 m langer und 150 m breiter See an der Küste des ostantarktischen Königin-Marie-Lands. Er liegt am Jones Ridge in den Obruchev Hills und grenzt direkt an den schnellfließenden Denman-Gletscher. Der See entstand in einem Einbruchsbecken mit 30 bis 40 m hohen Wänden aus Fels und Eis.
Das Antarctic Names Committee of Australia benannte ihn 1991 deskriptiv.